# Silvan Aegerter
Silvan Aegerter (Grenchen, 5 maggio 1980) è un ex calciatore svizzero, centrocampista.

## Palmarès
- Campionato svizzero: 1

Zurigo: 2008-2009